# Louis Ribadeau-Dumas
Pour les articles homonymes, voir Ribadeau-Dumas et Dumas.
Achille, Théophile, Louis Ribadeau-Dumas, né le 30 janvier 1876, 10 quai de la Mégisserie à Paris et mort le 8 juin 1951 à Paris, est un pédiatre français.

## Biographie
Louis Ribadeau-Dumas est issu d'une famille béarnaise installée à Paris. Il est le fils de Louis Dominique Achille Ribadeau-Dumas, avoué près de la cour d'appel de Paris, et de Louise Marguerite Eugénie Laporte. 
Interne des hôpitaux en 1900 à l'hôpital Trousseau, il a pour professeur Brault, Béclère, Netter.  
Il se marie avec Marthe Naquet-Radiguet, le 14 janvier 1905.
Albert Brault le fait entrer au laboratoire d'anatomie pathologique de la faculté de medecine, où il devient moniteur. Chef de laboratoire à Trousseau, médecin des hôpitaux en 1911.
Pendant la première guerre mondiale, médecin aide-major d'un groupe du 2e régiment d'artillerie coloniale, il est fait prisonnier lors de la bataille de Rossignol, le 22 août 1914 . Rapatrié en 1915, affecté à Paramé en 1915, médecin chef de secteur à Dijon en 1916, puis comme médecin chef d'un hôpital de campagne en 1918, il fait, avec Etienne Brissaud, d'importantes recherches sur la transfusion sanguine et l'immuno-transfusion.
En 1921, il est nommé médecin-chef de l'infirmerie de la maternité de Port-Royal, puis en 1926, du service de médecine infantile et maternelle de la Salpêtrière jusqu'en 1942 atteint par la limite d'âge. Il exerce ensuite à la clinique obstétricale Tarnier.

## Œuvres et publications
- Ictère et splénomégalie, Thèse. Paris, 1904[3].
- Les débuts de la tuberculose ganglio-pulmonaire, 1925.

### En collaboration
- Lemoine Georges, Rathery Francis, Sergent Émile, Ribadeau-Dumas Louis, Babonneix Léon, Traité de pathologie médicale et de thérapeutique appliquée. Tome XXVII Hygiène et Régimes, Paris, N. Maloine, 1921, 590 p.

## Distinctions et reconnaissance
- Chevalier de la Légion d'honneur en 1917,
- Officier de la Légion d'honneur en 1930[4].
- Croix de guerre 1914–1918 avec citation à l'ordre du service de santé.

### Sociétés savantes
Élu à l'Académie de médecine en 1936.